# Seznam ameriških inženirjev
Seznam ameriških inženirjev.

## A
Jack Aeby - Ernst Alexanderson - Robert Abplanalp -  

## B
Frank Baron - Julius Blank - Marta Bohn-Meyer - Emmet D. Boyle - Stephen Foster Briggs

## C
Curtis Carlson - Howard Cary - 

## D
Almarian Decker - Charles Stark Draper - K. Eric Drexler - 

## E
Jewell James Ebers -

## F
George Washington Gale Ferris mlajši - Gerard J. Foschini - Henry Ford - Hugh F. Foster ml.- James R. French - Robert Fulton -

## G
- Kate Gleason
- Robert Hutchings Goddard
- Marcel Jules Edouard Golay (1902 - 1989)
- Rube Goldberg
- Victor Grinich
- Andrew Grove

## H
Robert J. Helberg - Herbert Hoover - John T. Howe - Harry Huskey - 

## J
Hamid Jafarkhani - Karl Guthe Jansky - Clarence Johnson - Joseph B. Johnson - 

## K
Thomas Kailath - Tom Kelly (inženir) - 

## L
Simon Lake - James Bullough Lansing - Dewey B. Larson - 

## M
Conde McCullough - August Mencken - John Muir - Elon Musk - Richard Muther (1913-2014) - Leik Myrabo - 

## N
Frederick Haynes Newell - Richard Nielsen - Joseph Nunn - John W. Nystrom - 

## O
Bernard M. Oliver - Robert Bowie Owens - 

## P
Athanasios Papoulis - Frederick Stark Pearson - Anthony Peratt

## R
Jack Ryan (inženir) - 

## S
Otto Schmitt - Louis H Schwitzer - Walter Andrew Shewhart - Frank J. Sprague - Guyford Stever - Joseph Strauss - Ambrose Swasey -

## T
Frederick Winslow Taylor - Tony Tether - William Boyce Thompson - 

## W
George Westinghouse - Glen P. Wilson - 

## Y
Vladimir Yourkevitch - 